# Посадка судна

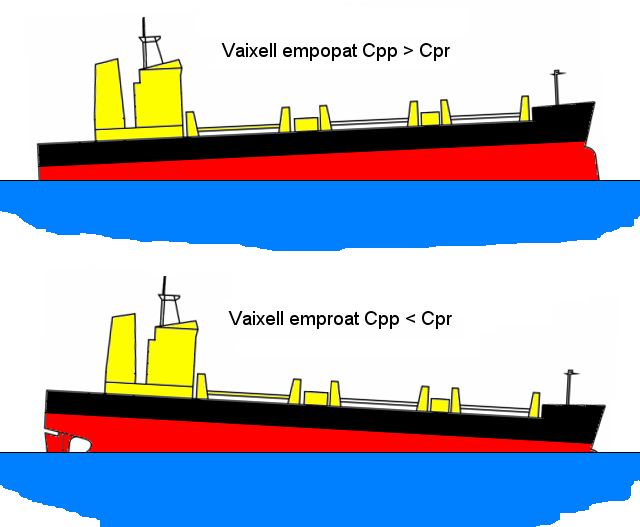
Посадка судна з диферентом на корму та ніс, відповідно

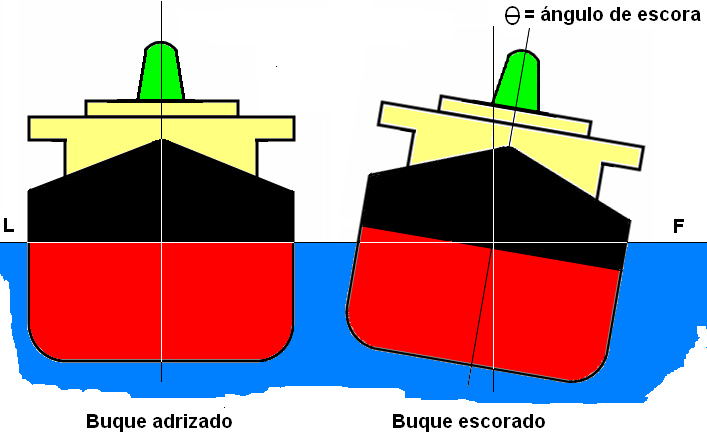
Посадка судна з креном (справа на рисунку)

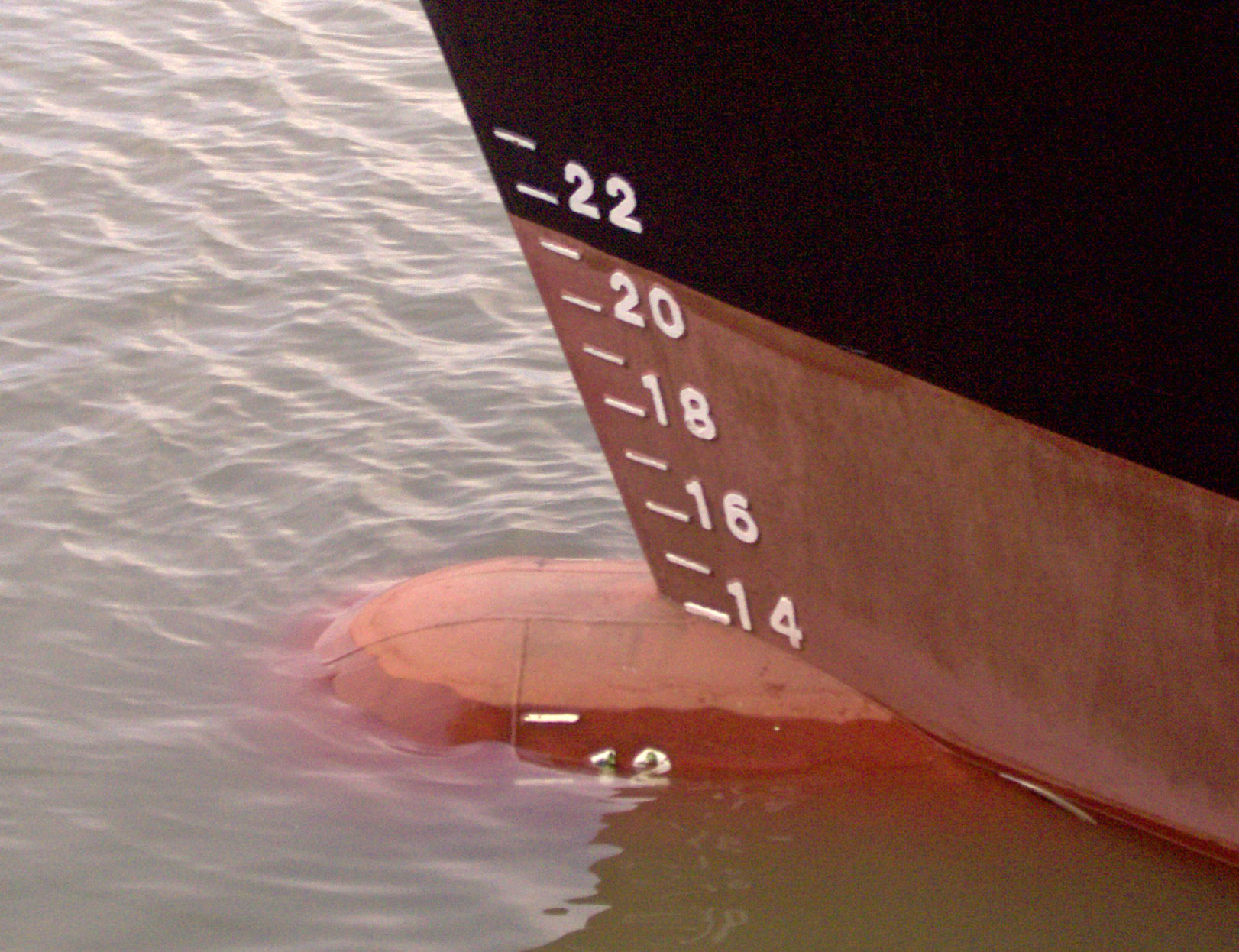
Носова марка занурення судна

Поса́дка су́дна — положення судна відносно поверхні спокійної води, яке визначається осадкою на міделі та кутами крену та диференту чи носовою та кормовою осадками і кутом крену.
У загальному випадку посадка визначається трьома параметрами посадки — середньою осадкою dср (на мідель-шпангоуті), кутом крену θ і кутом диференту ψ. Однак на практиці, оскільки наявність крену є ненормальним явищем, посадка судна часто визначається двома параметрами — середньою осадкою і диферентом, тобто різницею осадок носом и кормою (на носовому и кормовому перпендикулярах).
Посадка судна, при якій площина мідель-шпагоута і діаметральна площина (ДП) є вертикальними (ψ = 0, θ  = 0), називається прямою. Стосовно судна, що має таку посадку, прийнято казати, що воно сидить прямо і на рівний кіль.
Якщо θ > 0, ψ = 0, то кажуть, що судно сидить на рівний кіль, але з креном; якщо ψ > 0 , θ = 0, то кажуть, що судно сидить прямо, але з диферентом. Якщо судно має і крен, і диферент, то його посадку називають довільною.
У суден, що мають посадку с диферентом, діюча ватерлінія буде знаходитись на однакових відстанях від основної площини на носовому та кормовому перпендикулярах. Ці відстані називають відповідно осадкою носом Тн і осадкою кормою Тк.
Диферент судна зазвичай визначають не кутом диференту ψ, а різницею осадок носом і кормою, тобто: d = Тн — Тк.
Якщо Тн > Тк — судно має диферент на ніс, якщо Тн < Тк — диферент на корму. При Тн = Тк судно сидить на рівний кіль.
Півсума осадок носом і кормою називається середньою осадкою або осадкою при мідель-шпангоуті:
Тср = (Тн +Тк)/2
Контроль за посадкою судна здійснюється по марках осадок (марках заглиблення), які наносяться на форштевні, в районі мідель-шпангоута і на ахтерштевні. Марки осадок відповідають дійсній осадці судна. Марки осадок наносяться по відповідних перпендикулярах, з лівого борту позначаються римськими цифрами і означають осадку у футах, на правом борту — арабськими цифрами — осадку в дециметрах. По мірі переходу усіх країн на метричну систему мір марки заглиблення у всіх країнах будуть позначатись арабськими цифрами.
На сучасних суднах набули вжитку осадкоміри — спеціальні прилади, що показують осадку автоматично на ходовому містку.